# Gesner (rodzina)
Gesner, Geßner – rodzina szwajcarska.

## Założyciele rodu

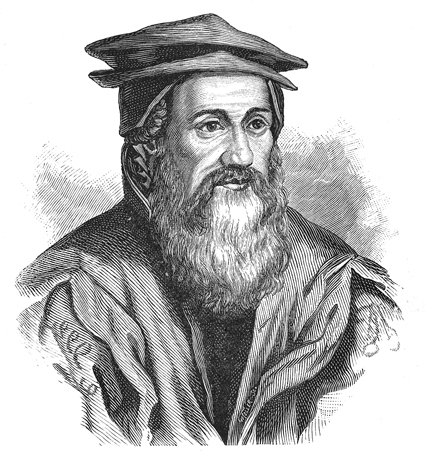
Konrad Gesner

- Hans Gesner (zm. 1490 lub 1491), złotnik, przybył z Norymbergi do Szwajcarii i osiedlił się w Solurze, gdzie został w 1481 roku obywatelem[1]
  - Andreas Gesner (zm. 1568), syn Hansa, został w 1504 obywatelem Zurychu[1]
    - Andreas Geßner (1513–59), syn Andreasa, współzałożyciel z bratem Jakobem zurychskiej drukarni Geßnerów, która rozpoczęła działalność w 1550 lub 1555 roku i istniała do 1834[1][2].
    - Jakob Geßner (1527 – po 1573), syn Andreasa, brat i wspólnik Andreasa, drukarz w Zurychu[1][2]
    - Abraham Gesner lub Gessner (1552–1613), syn Andreasa, brat przyrodni Andreasa i Jakoba, złotnik, znany z kunsztownych kielichów i kubków[1]

  - Urs Gesner, syn Hansa, został w 1511  obywatelem Zurychu[1], poległ w 1531 w bitwie pod Kappel[3]
    - Konrad Gesner, (ur. 26 marca 1516 w Zurychu, zm. na zarazę 13 grudnia 1565 Zurychu), syn Ursa, jeden z najwybitniejszych przyrodników Szwajcarii[3]

## Późniejsi członkowie rodu

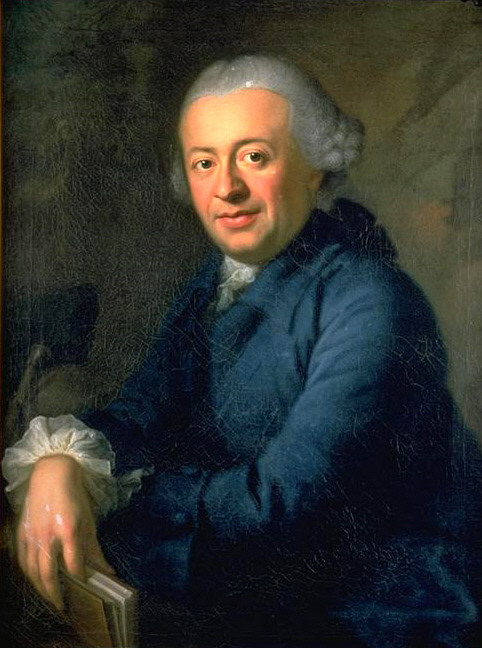
Salomon Gesner

- Johannes Geßner (ur. 18 marca w 1709 Wangen koło Zurychu, zm. 6 maja 1790 w Zurychu), syn proboszcza w Zurychu Christopha (1674–1742), wnuk także proboszcza w Zurychu Christopha, lekarz i przyrodnik[1], uhonorowany członkostwem akademii w Berlinie, w Getyndze, Petersburgu, Sztokholmie, Uppsali oraz Leopoldiny[4]
- Salomon Gesner (ur. 1 kwietnia 1730 w Zurychu, zm. 2 marca 1788 w Zurychu), syn Konrada (1696–1775), księgarza i właściciela drukarni w Zurychu, wnuk Davida (1671–1704), właściciela drukarni w Zurychu, autor poezji tłumaczonych na większość języków Europy, malarz i ilustrator[1][5]
- Georg Geßner (ur. 16 marca 1765, zm. 28 lipca 1843), duchowny protestancki, proboszcz w Zurychu, profesor teologii[1][6]